# فیصل باجی
فیصل باجی (عربی: فيصل باجي؛ زادهٔ ۱۵ فوریهٔ ۱۹۷۴) بازیکن فوتبال اهل الجزایر بود.
از باشگاه‌هایی که در آن بازی کرده‌است می‌توان به باشگاه فوتبال مولودیه الجزایر، باشگاه فوتبال شباب بلوزداد، باشگاه فوتبال قسنطینه و باشگاه فوتبال اتحاد الحراش اشاره کرد.
وی همچنین در تیم ملی فوتبال الجزایر بازی کرده‌است.